# Anja Andersen
Anja Jul Andersen, född 15 februari 1969 i Odense, är dansk handbollstränare och före detta handbollsspelare. Hon spelade 133 matcher för danska landslaget och gjorde 726 mål under perioden 1989–1999. Hon var med om att vinna två EM-, ett VM- och ett OS-guld.
På klubbnivå har hon vunnit båda det norska och tyska mästerskapet samt Cupvinnarcupen. Dessutom blev hon  1997 korad till världens bästa spelare av Internationella handbollsförbundet.

## Karriär
Anja Andersen är enligt många en av de bästa kvinnliga handbollsspelarna någonsin i Danmark. Hon är dotter till två tidigare landslagsspelare, Keld Andersen (52 landskamper 1967-1976) och målvakten Vivi Andersen (född Jørgensen, 12 landskamper 1962-1965), och växte upp med handboll. Hennes genombrott var i det danska ungdomslaget, som tog silver vid U20-VM 1987 med Ulrik Wilbek som tränare. Hennes karriär som spelare under 1990-talet, den danska damhandbollens guldålder, sammanföll.
Anja Andersen var teknisk spelare med mycket bra spelsinne och gjorde många konstmål på banan. Hon var också en temperamentsfull spelare som kostade sina lag många utvisningar. Hon hade även våldsamma verbala sammandrabbningar med sina tränare – särskilt Wilbek.

### Tränarkarriär
Anja Andersen var tvungen att sluta sin karriär i förtid 1999 när det konstaterades att hon hade hjärtflimmer, och hon fick en pacemaker inopererad. Då fick hon många erbjudanden om tränarjobb. Hon har en mycket väldefinierad handbollsfilosofi, som går ut på att bevara leken i idrotten. Hon har fört ut sin filosofi i form av Anja:s Håndboldskole, som genom några år har arrangerats på olika ställen i Danmark. 
Som välkänd elitspelare hade Anja Andersen möjligheten att bygga ett elitlag med Slagelse FH. Sedan sponsorer tillkom gick Slagelse FH på kort tid från danska andraligan till tre segrar i Champions League. Hon var vid sidan om klubblaget förbundskapten för Serbien och Montenegros damlandslag. 
Anja Andersen var målinriktad med ambitionen att vinna guldmedaljer. Hon har också som tränare haft svårigheter att kontrollera humöret mot både med- och motspelare och domare. Detta har kostat många utvisningar och röda kort. DHB (Dansk handboll förbund) dömde henne till ett års avstängning, både nationellt och internationellt. Hon  planerade under tiden att bygga upp en privat handbollsliga utanför danska handbollsförbundets regi och fick stöd från några av de största klubbarna i världen. Hon lade dock ned planen efter att DHF dömdes att annullera sitt avständningsbeslut.

## Utmärkelser
- 1993: Uttagen till Världslaget
- 1994: Vald till världens näst bästa handbollsspelare
- 1993: Uttagen till Europalaget
- 1996: Vald till EM:s bästa spelare
- 1996: Uttagen till All Star Team OS 1996[7]
- 1997: Vald till världens bästa handbollsspelare
- 2003: "Årets Jesper". En titel som årligen delas ut till en medborgare i Slagelse som har gjort något betydande för staden eller har gjort något för att göra staden roligare och festligare.
- 2003: TOYP-priset[8]
- 2007: Invald i Danska Hall of Fame [9]